# 4481 Herbelin
4481 Herbelin eller 1985 RR är en asteroid i huvudbältet som upptäcktes den 14 september 1985 av den amerikanske astronomen Edward L.G. Bowell vid Anderson Mesa Station. Den är uppkallad efter Claude Herbelin.
Asteroiden har en diameter på ungefär 3 kilometer.